# Limnophyes tristylus
Limnophyes tristylus är en tvåvingeart som först beskrevs av Jean-Jacques Kieffer 1921.  Limnophyes tristylus ingår i släktet Limnophyes och familjen fjädermyggor.
Artens utbredningsområde är Polen. Inga underarter finns listade i Catalogue of Life.